# ГЕС Барірі
ГЕС Барірі (Alvaro de Souza Lima) (порт. Barragem de Bariri) — гідроелектростанція на сході Бразилії у штаті Сан-Паулу. Знаходячись між ГЕС Барра-Боніта (вище за течією) та ГЕС Ібітінга, входить до складу каскаду на річці Тіете, лівій притоці Парани.
У межах проекту річку перекрили комбінованою бетонною та земляною греблею довжиною 856 метрів, облаштувавши біля лівого берега машинний зал, а в правобережній частині шість водопропускних шлюзів (ще лівіше від залу вивели в окрему протоку судноплавний шлюз). Ця споруда утримує водосховище з площею поверхні 63 км2 та об'ємом 607 млн м3 (корисний об'єм 60 млн м3), в якому можливе коливання рівня поверхні між позначками 426,5 і 427,5 метра НРМ.
Машинний зал обладнали трьома турбінами типу Каплан потужністю по 47,7 МВт, що працюють при напорі 24 метри.
Видача продукції відбувається по ЛЕП, розрахованій на роботу під напругою 138 кВ.